# Kōta Ueda
Kōta Ueda (上田 康太?, Ueda Kōta; Tokyo, 9 maggio 1986) è un ex calciatore giapponese, di ruolo centrocampista.

## Palmarès

### Club

#### Competizioni nazionali
- Coppa J. League: 1

Júbilo Iwata: 2010